# Rue des Cheminots (Toulouse)
Pour les articles homonymes, voir Rue des Cheminots.
La rue des Cheminots (en occitan :  carrièra dels Caminòts) est une voie de Toulouse, chef-lieu de la région Occitanie, dans le Midi de la France.

## Situation et accès

### Description
La rue des Cheminots est une voie publique. Elle se trouve dans le quartier de Bonnefoy.
Elle naît perpendiculairement à la rue du Faubourg-Bonnefoy, juste après le pont ferroviaire de la ligne de Bordeaux à Toulouse. La première partie, longue de 178 mètres, est orientée au sud-est. Elle oblique ensuite à 90° au nord-est et, après avoir donné naissance à la rue Saint-Laurent, elle se termine au carrefour de la rue de Périole et de la rue Claude-Perrault.
La chaussée compte une voie de circulation automobile en sens unique, de la rue du Faubourg-Bonnefoy vers la rue de Périole. Elle appartient à une zone 30 et la vitesse y est limitée à 30 km/h. Il n'existe pas de bande, ni de piste cyclable, quoiqu'elle soit à double-sens cyclable.

### Voies rencontrées
La rue des Cheminots rencontre les voies suivantes, dans l'ordre des numéros croissants (« g » indique que la rue se situe à gauche, « d » à droite) :
1. Rue du Faubourg-Bonnefoy
2. Rue Saint-Laurent (g)
3. Rue de Périole

## Odonymie
C'est le 12 avril 1947 que le conseil municipal a nommé la rue en hommage aux cheminots toulousains et à leur rôle dans la Résistance. C'est d'ailleurs dans la rue que se trouve l'immeuble (emplacement de l'actuel no 2 ter) dans lequel se forma, dans la nuit du 18 au 19 août 1944 le groupe Matabiau, composé de cheminots, de syndicalistes et de communistes. Il prit part aux combats de la Libération de Toulouse, entre le 19 et le 20 août 1944 – une trentaine de résistants furent tués.
Au XVIIe siècle, la seconde partie de la rue est une partie du chemin qui va de la porte Matabiau (emplacement de l'actuelle place Jeanne-d'Arc) à Montrabé (actuelles rue Matabiau, rue des Cheminots, rue de Périole et route d'Agde). Il conserve ce nom jusqu'en 1806, date à laquelle les autorités de la préfecture de la Haute-Garonne lui attribuent celui de l'Écluse-Matabiau : la rue avait en effet son origine près de l'écluse Matabiau (actuel no 91 boulevard Pierre-Semard), au carrefour du chemin de halage du canal du Midi (anciens no 71 boulevard Pierre-Semard).